# El Tuma - La Dalia
El Tuma - La Dalia es un municipio del departamento de Matagalpa en la República de Nicaragua. La cabecera es la localidad de La Dalia.
El municipio toma su nombre de sus dos pueblos principales: El Tuma - La Dalia. Dista a 175 kilómetros de la capital de Managua, y a 45 kilómetros de la ciudad de Matagalpa, cabecera departamental del mismo nombre.

## Geografía
El término municipal limita al norte con los municipios de Jinotega y El Cuá, al sur con los municipios de Matiguás y San Ramón, al este con el municipio de Rancho Grande y al oeste con el municipio de Matagalpa.
En la zona predomina el terreno accidentado y montañoso con reductos de bosques de pinos y bosques nubosos por las elevaciones de las cordilleras Dariense e Isabelia. Cuenta con tierras planas en poca cantidad, después presenta también cerros en menor cantidad, lo que hace indicar que posee un tipo de tierras variadas, se puede estimar que un 40% del terreno es plano y el 60% es accidentado.

## Historia
El municipio, data de comienzos de los años 1920, cuando una incipiente carretera comunicaba el poblado de "El Tuma" con la ciudad de Matagalpa. Para entonces, el pueblo consistía en un caserío disperso. Con la introducción del cultivo del café, se incrementó la concentración de la población en el territorio, muchas familias de Matagalpa emigraron hacia el poblado, iniciándose para ese tiempo florecientes haciendas cafetaleras. 
En los años 60 del siglo XX varias familias se fueron asentando en el naciente poblado de "La Dalia", el cual era un empalme de caminos entre Wasaka y la finca de "La Dalia".
Con la división política administrativa del país, aprobada el 17 de agosto de 1989, es elevado a municipio, con el nombre El Tuma - La Dalia.

## Demografía
El Tuma - La Dalia tiene una población actual de 81,043 habitantes. De la población total, el 49.8% son hombres y el 50.2% son mujeres. Casi el 17.1% de la población vive en la zona urbana.

## Naturaleza y clima
El municipio tiene un clima de bosque subtropical, semi-húmedo, corresponde al tropical semilluvioso, con precipitación entre los 2000 y 2500 mm. La temperatura oscila entre los 22 a 24 °C.
El grado de pendientes de los suelos va de fuertemente ondulado, moderadamente escarpado, escarpado, muy escarpado, montañoso a precipicio, es decir, de 8% a más de 75% de pendiente. Predomina el uso forestal de producción con 62%, seguido por el uso forestal de protección con 17% y el uso agroforestal con 14%, mientras que el uso agrícola y agropecuario abarcan solamente el 6% de la superficie del municipio.

## Localidades
El casco urbano está dividido en tres barrios; mientras que; la zona rural tiene 26 comarcas: Peñas Blancas, Bijao Arriba, Bull Bull Arriba, Bull Bull Abajo, Wasaka Arriba, Wasaka Abajo, El Pavón, El Castillo, La Tronca, Yale, El Granadillo, El Coyolar, El Tigre, Piedra Luna, Aguas Amarillas, Quililito, Quililon, El Guapotal, Yayule, Yasica Norte y Cuatro Esquinas, Wassaka Central, Wassaka Sureste.

## Economía
La principal actividad económica es la agricultura.
Sus atractivos mayores son:
- Planta Hidroeléctrica San Martín
- Río Tuma
- Cascada "El Edén"
- Fincas cafetaleras agroecológicas en donde se pueden observar los procesos primarios para la obtención del oro verde.